# 102 Dalmatians
102 Dalmatians és una pel·lícula estatunidenca dirigida per Kevin Lima i estrenada el 2001. És continuació de 101 Dalmatians estrenada el 1996, treu a Glenn Close del sanatori i la torna al carrer per, en companyia de Gérard Depardieu, seguir atemptant contra els gossos blancs amb taques negres. Kevin Lima ha estat encarregat de narrar la tornada de Cruella, interpretada per una Glenn Close més Norma Desmond que mai.

## Argument
Cruella surt de la presó. El seu empresonament sembla haver-la transformat: està decidida a ajudar una gosera a punt de fer fallida. Però la seva bogeria per la pell torna amb l'aparició d'un modista francès, Jean-Pierre Le Petinent. Cerca ara 102 dàlmates per a afegir a l'abric dels seus somnis, una caputxa...
Entre els cadells capturats, un dàlmata sense taques s'associarà a un lloro per intentar oposar-se als propòsits de Cruella.

## Repartiment
- Glenn Close: Cruella
- Ioan Gruffudd: Kevin Shepherd
- Alice Evans: Chloe Simon
- Tim McInnerny: Alonso
- Ian Richardson: Sra. Torte
- Ben Crompton: Ewan
- Carol Macready: Agnès Wilford
- Jim Carter: Inspector Armstrong
- Ron Cook: Mr. Button
- David Horovitch: Doctor Dr.Pavlov
- Dick Brannick: Ajudant de Pavlov
- Mike Hayley: Agent de policia
- Nicholas Hutchison: Periodista
- Tim Willcox: Periodista d'ITN
- Eric Idle

## Crítica
"Continuació de la versió en personatges reals del clàssic de Disney (…) Molt repetitiu."